# Rasšua
Rasšua (in russo Расшуа; in giapponese 羅処和島, Rasushua-tō) è un'isola russa che fa parte dell'arcipelago delle Isole Curili ed è situata tra il Mare di Ochotsk e l'Oceano Pacifico settentrionale. Amministrativamente fa parte del Severo-Kuril'skij rajon dell'oblast' di Sachalin, nel Circondario federale dell'Estremo Oriente. Il suo nome viene dalla lingua ainu e significa "mantello di pelliccia". L'isola è disabitata.

## Geografia
Rasšua si trova nella parte centrale delle isole Curili, 28 km a sud dell'isola di Matua, al di là dello stretto Nadeždy (пролив Надежды). A sud, lo stretto Srednego (пролив Среднего) la separa dalle isole Srednego (острова Среднего) che si trovano a una distanza di 10 km.
L'isola è lunga 13 km e larga 6 km. La sua superficie è di 67 km². Il vulcano Rasšua, alto 948 m, occupa buona parte dell'isola; nella parte meridionale c'è il monte Serp (гора Серп) che ha un'altezza di 495 m. Tra i due rilievi, nella parte centro meridionale dell'isola, c'è una zona pianeggiante con 5 piccoli laghi d'acqua dolce, corsi d'acqua e numerose sorgenti termali.
La parte sud dell'isola si allunga in una piccola penisola che termina in capo Južnyj (мыс Южный) a sud del quale si trova il piccolo isolotto Temnyj (остров Темный, 47°40′20.78″N 152°57′44.91″E) e, ancora più a sud, l'isolotto Karlik (остров Карлик, 47°39′15.02″N 152°57′05.98″E). Altre due piccole isolette sono gli scogli Arč (скалы Арч), a nord-ovest della penisola (47°42′01.87″N 152°57′16.48″E).

### Il vulcano
L'isola è formata da uno stratovulcano attivo complesso, il Rasšua, che comprende, in una caldera di 6 km di diametro, tre coni vulcanici sovrapposti. Il cono orientale ha violentemente eruttato nel 1846. È stata registrata una debole esplosione nel 1957. Continua un'attività di fumarole nel cratere orientale e nella sella tra i due coni.

## Flora e fauna
Gran parte dell'isola è coperta da macchie di arbusti bassi. Sulle pendici dei rilievi si trova la betulla, l'ontano, e vegetazione erbacea.
È luogo di nidificazione di gabbiani, urie (Uria aalge e Uria lomvia), della pulcinella di mare, del fulmaro. Ci sono volpi, volpi artiche e piccoli roditori.

## Storia
Al momento del contatto con gli europei, l'isola era abitata dagli Ainu e sono state rinvenuti i resti di 40 abitazioni.
L'isola appare su una mappa ufficiale dei territori del clan Matsumae, un dominio feudale del periodo Edo in Giappone (1644), domini confermati ufficialmente dallo shogunato Tokugawa nel 1715. 
Successivamente la sovranità passò all'Impero russo, in base ai termini del Trattato di Shimoda nel 1855, poi all'Impero del Giappone, secondo il Trattato di San Pietroburgo (1875), insieme al resto delle isole Curili. All'epoca, i rimanenti abitanti ainu (otto famiglie) furono forzatamente trasferiti su Šikotan e Rasšua rimase disabitata.
Amministrativamente l'isola faceva parte della sottoprefettura di Nemuro, nella prefettura di Hokkaidō. Dopo la seconda guerra mondiale, l'isola passò sotto il controllo dell'Unione Sovietica e attualmente fa parte della Federazione Russa.